# Port lotniczy Bossembélé
Port lotniczy Bossembélé – krajowy port lotniczy zlokalizowany w Bossembélé, w Republice Środkowoafrykańskiej.